# Petra Kremer
Petra Kremer, geborene Kehrenberg (* 30. Dezember 1966 in Wuppertal), ist eine ehemalige deutsche Basketballnationalspielerin und -schiedsrichterin. Sie ist siebenfache Deutsche Meisterin und achtfache deutsche Pokalsiegerin. Nach Silvia Otto war sie erst die zweite Frau, die als Schiedsrichterin in der Basketball-Bundesliga der Männer eingesetzt wurde. Sie war dreimal Basketballerin des Jahres und erreichte in der Europameisterschaft 1997 mit ihrem Team den 3. Platz.

## Spielerkarriere

### Vereinskarriere
Petra Kremer stammt aus einer basketballbegeisterten Familie. Ihre Eltern Renate und Joachim Kehrenberg spielten Basketball, engagierten sich maßgeblich in der Basketballabteilung des Barmer TV und waren mitverantwortlich dafür, dass Petra und ihre Zwillingsschwester Martina Kehrenberg zu deutschen Spitzenspielerinnen wurden. Eigener Aussage nach wuchsen die Schwestern teils in der Halle auf, da ihre Eltern sie regelmäßig zu Basketballspielen mitnahmen. Beide betrieben als Kinder auch Turnen und Leichtathletik.
Kremer begann ihre Basketballlaufbahn beim BTV Wuppertal und blieb dem Verein bis zum Karriereende treu. Als Schülerin gewann sie mit der Basketballauswahl des Gymnasiums Sedanstraße viermal den Bundeswettbewerb Jugend trainiert für Olympia.
Sie war eine der Stützen des BTV Wuppertal und gewann mit dem Verein sieben Mal die deutsche Meisterschaft und acht Mal den deutschen Pokal. Mit dem Verein gewann sie zudem am 21. März 1996 in Sofia durch einen 76:62-Finalsieg gegen den SFT Como (ITA) die Europameisterschaft der Landesmeister.

### Nationalmannschaft
Ihre Nationalmannschaftskarriere startete Kremer 1985 bei der 56:67-Niederlage in Caen gegen Spanien. Höhepunkt ihrer Nationalmannschaftskarriere war der Gewinn der Bronzemedaille bei der Europameisterschaft 1997 in Ungarn. Sie absolvierte 158 Spiele für die deutsche Damen-Basketballnationalmannschaft und beendete nach der WM 1998 ihre Karriere. In der Top Ten der Rekord-Nationalspielerinnen des Deutschen Basketball Bundes belegt sie mit 158 Spielen Platz 8 (Stand 2025). Kremer belegt in der ewigen Korbschützinnentabelle der deutschen Nationalmannschaft mit 1998 Punkten den dritten Platz hinter Marlies Askamp (2330) und Heike Roth (2183) (Stand Januar 2009).

## Schiedsrichterkarriere
Kremer begann ihre Schiedsrichterinnenkarriere 1999 im Landesligakader des Westdeutschen Basketball-Verbandes (WBV). 2001 pfiff sie – wie auch ihr Ehemann Stefan – in der Regionalliga und ein Jahr später in der 2. Damen-Basketball-Bundesliga. Es folgten ab 2003 Einsätze in der 1. Damen-Basketball-Bundesliga und in der 2. Herren-Bundesliga.
Die Bankkauffrau und Mutter von zwei Kindern erwarb 2005 die FIBA-Lizenz und wurde 2008 als Schiedsrichterin für das All Star Game der Euroleague Women nominiert. Sie wurde ab 2006 in der 1. Herren-Bundesliga eingesetzt und war nach Silvia Otto die zweite Frau, die als Schiedsrichterin den Sprung in die höchste deutsche Herren-Spielklasse schaffte. 2017 beendete sie ihre Schiedsrichterkarriere wegen anhaltender Kniebeschwerden.

## Trainerkarriere
Kremer arbeitete in der Saison 2017/18 als Co-Trainerin bei der Damen-Regionalligamannschaft des BTV Wuppertal.

## Erfolge
- Deutscher Meister 1989 und 1993 bis 1998 mit dem Barmer TV
- Deutscher Pokalsieger 1989 und 1992 bis 1998 mit dem Barmer TV
- Europapokalsieg 1996 mit dem Barmer TV
- 3. Platz bei der Europameisterschaft 1997 mit der deutschen Basketballnationalmannschaft der Damen
- 1989, 1993 und 1994 Basketballerin des Jahres[7]